# نشست ژنو (۱۹۸۵)
نشست سران ژنو در سال ۱۹۸۵ یک نشست مربوط به دوران جنگ سرد در ژنو سوئیس بود. در ۱۹ تا ۲۱ نوامبر ۱۹۸۵ بین رئیس‌جمهور ایالات متحده ( رونالد ریگان ) و دبیرکل شوروی ( میخائیل گورباچف ) برگزار شد. این دو رهبر برای اولین بار با یکدیگر دیدار کردند تا دربارهٔ روابط دیپلماتیک بین‌المللی و مسابقه تسلیحاتی گفتگو کنند.

## پیش به قله
پس از اینکه گورباچف در مارس ۱۹۸۵ به سمت دبیرکلی منصوب شد، تنها دو ماه قبل از اولین اشاره به نشست احتمالی ریگان و گورباچف گذشت. هنگام ملاقات با جورج شولتز، وزیر امور خارجه در وین در ماه مه ۱۹۸۵، آندری گرومیکو، وزیر امور خارجه شوروی، محتاطانه به شولتز نزدیک شد و از او خواست تا روند برنامه‌ریزی برای دیدار دو رهبر را آغاز کند. بحث‌های بعدی در ماه‌های بعد موضوعات احتمالی را برای مذاکره تعیین کرد. در مورد مکان، ریگان از گورباچف خواسته بود تا واشینگتن دی سی را به عنوان محل برگزاری اجلاس انتخاب کند، با این استدلال که نوبت شوروی است که به ایالات متحده بیاید، زیرا دو رئیس‌جمهور قبلی آمریکا، نیکسون و فورد، هر دو در سال ۱۹۷۴ به اتحاد جماهیر شوروی رفتند.
مشاوران ریگان، باد مک فارلین و جک متلوک، در آماده‌سازی برای نشست، ضعف‌هایی را در درک ریگان از اتحاد جماهیر شوروی شناسایی کرده بودند، زیرا ریگان «هنوز تمایل داشت بسیاری از قضاوت‌های خود را بیشتر بر کلیات، حتی شعارها، تا بر درک دقیق واقعیت شوروی استوار کند». از ژوئن ۱۹۸۵، مجموعه‌ای از مقالات برای او نوشته شد که «سازماندهی شده بود تا تصویری کامل از کشور و مردمش به ریگان بدهد».
در ژوئیه ۱۹۸۵، تیم پیشروی اجلاس کاخ سفید دو اقامتگاه احتمالی را در ژنو برای اقامت ریگان در طول اقامتشان شناسایی کرد، اما نانسی ریگان انتخاب اول را وتو کرد. نانسی ریگان پس از مشورت با اخترشناس، جوآن کویگلی، بر مزون دو سوسور، همان اقامتگاهی که رئیس‌جمهور آیزنهاور در طول اقامتش در اجلاس ژنو در سال ۱۹۵۵ از آن استفاده کرد، اصرار کرد.

## برنامه جلسات

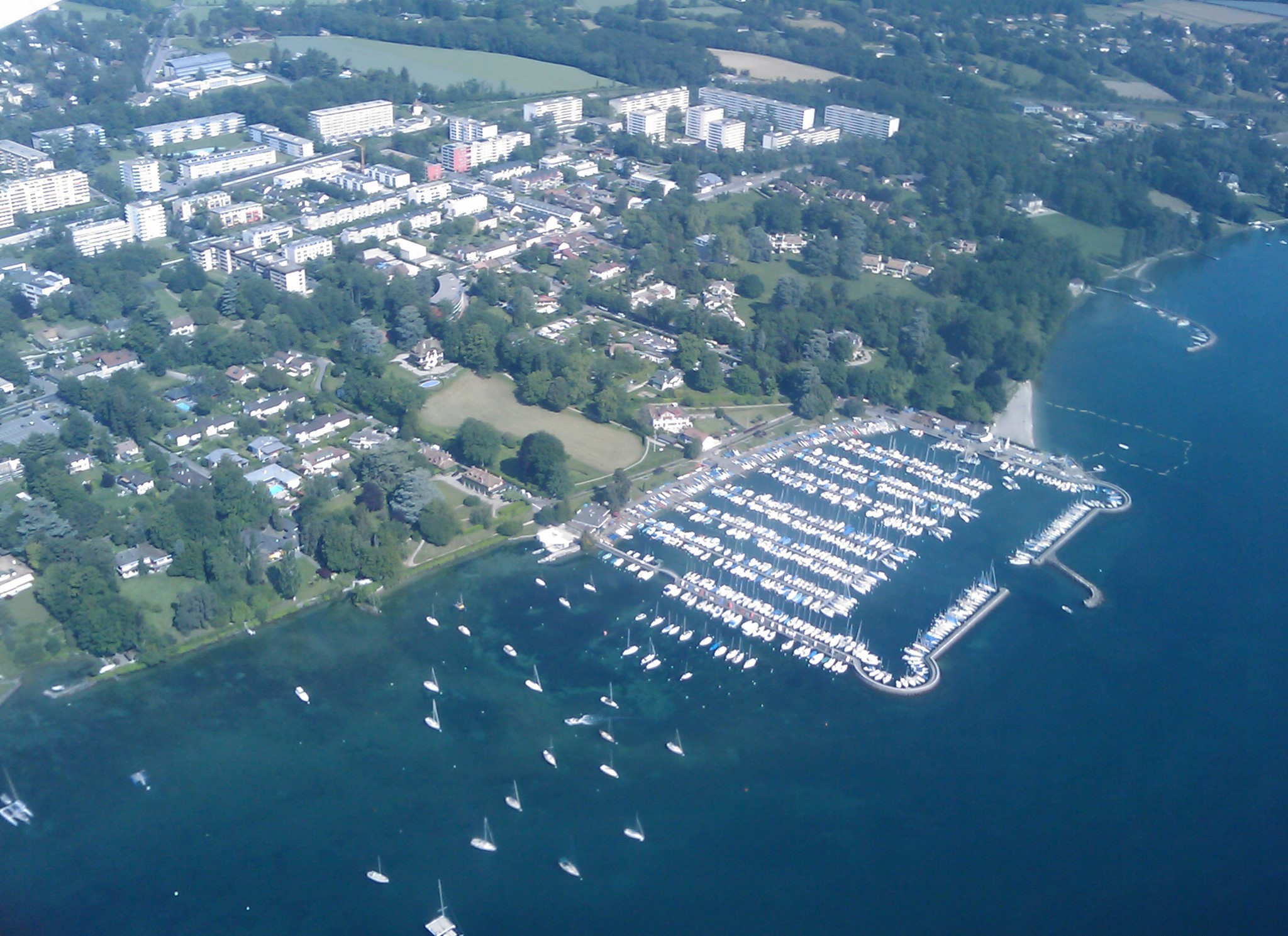
شهرداری Versoix همان‌طور که در ساحل شمال غربی دریاچه ژنو ظاهر می‌شود. ویلا فلور دئو، جایی که جلسات اصلی روز اول برگزار شد، دایره‌ای است.

ریگان متقاعد شده بود که ارزیابی‌های شخصی او و گورباچف از یکدیگر در جلسات خود برای نتیجه اجلاس بسیار مهم است. این درک ریگان بود که اجلاس سران وین ۱۹۶۱ بین پرزیدنت کندی و نیکیتا خروشچف به دلیل فقدان شیمی بین دو رهبر شکست خورد، جایی که خروشچف «از کندی عبور کرد و کندی آن را می‌دانست». به منظور ایجاد محیطی با شخصیت تر، ساختار اجلاس ژنو با دو روز اول متشکل از یک سری جلسات خصوصی با حضور ریگان و گورباچف (و مترجمان آنها) همراه با مجموعه‌ای از جلسات عمومی با ریگان و گورباچف همراه با مشاوران اصلی آنها تشکیل شد. سومین روز متشکل از کنفرانس مطبوعاتی مشترک و مراسم امضای قرارداد نیز برنامه‌ریزی شده بود. رویدادهای هر روز در مکان‌های مختلف در ژنو و اطراف آن اتفاق می‌افتاد
پرزیدنت ریگان پس از خروج از اندروز AFB در ساعت ۸:۳۵ صبح - زمان دقیقی که توسط ستاره‌شناس کویگلی پیشنهاد شده بود، پیش از اجلاس سران در عصر ۱۶ نوامبر ۱۹۸۵ وارد ژنو شد. در Versoix جایی که قرار بود جلسات روز اول برگزار شود. در ۱۸ نوامبر، ریگان رسماً توسط رئیس‌جمهور سوئیس، کورت فورگلر، در Le Reposoir پذیرفته شد.

## روز نخست
اولین جلسه خصوصی

هنگامی که ریگان برای اولین دیدارش با گورباچف بدون کتش بیرون از فلور دوو ظاهر شد، مفسران آن را نشانه سرزندگی ریگان تلقی کردند.

در ۱۹ نوامبر ۱۹۸۵، ریگان و گورباچف برای اولین بار در Fleur d'Eau ملاقات کردند. هنگامی که کاروان شوروی گورباچف را در خیابان نمای شرقی فلوردووا نشاندند، ریگان بدون کتش از ویلا بیرون آمد و به او خوش آمد گفت. مفسران بعداً تصویر ریگان را با کت و شلوار آبی در کنار گورباچف با پالتو در تضاد قرار دادند که ظاهراً نشانه سرزندگی ریگان بود. ریگان یک کت و روسری پوشیده بود، اما دستیار شخصی‌اش، جیم کوهن، از او خواسته بود که به خاطر ظاهر، آن‌ها را دربیاورد.
گورباچف بعداً گفت: «ما نشست ژنو را واقع بینانه و بدون انتظار بزرگ دیدیم، اما امیدوار بودیم که پایه‌های گفت وگوی جدی در آینده را ایجاد کنیم.» هدف ریگان متقاعد کردن گورباچف بود که آمریکا بیش از هر چیز خواهان صلح است. ریگان امیدهای خود برای این نشست را «مأموریت صلح» توصیف کرد. اولین چیزی که ریگان به گورباچف گفت این بود: «ایالات متحده و اتحاد جماهیر شوروی دو کشور بزرگ روی زمین، ابرقدرت‌ها هستند. آنها تنها کسانی هستند که می‌توانند جنگ جهانی سوم را آغاز کنند، اما همچنین تنها دو کشوری هستند که می‌توانند صلح را به جهان بیاورند». او سپس بر شباهت‌های شخصی بین دو رهبر تأکید کرد، زیرا هر دو در «دهات‌های روستایی وسط کشورهای متبوع خود» به دنیا آمده‌اند و مسئولیت‌های بزرگی که بر عهده داشتند.

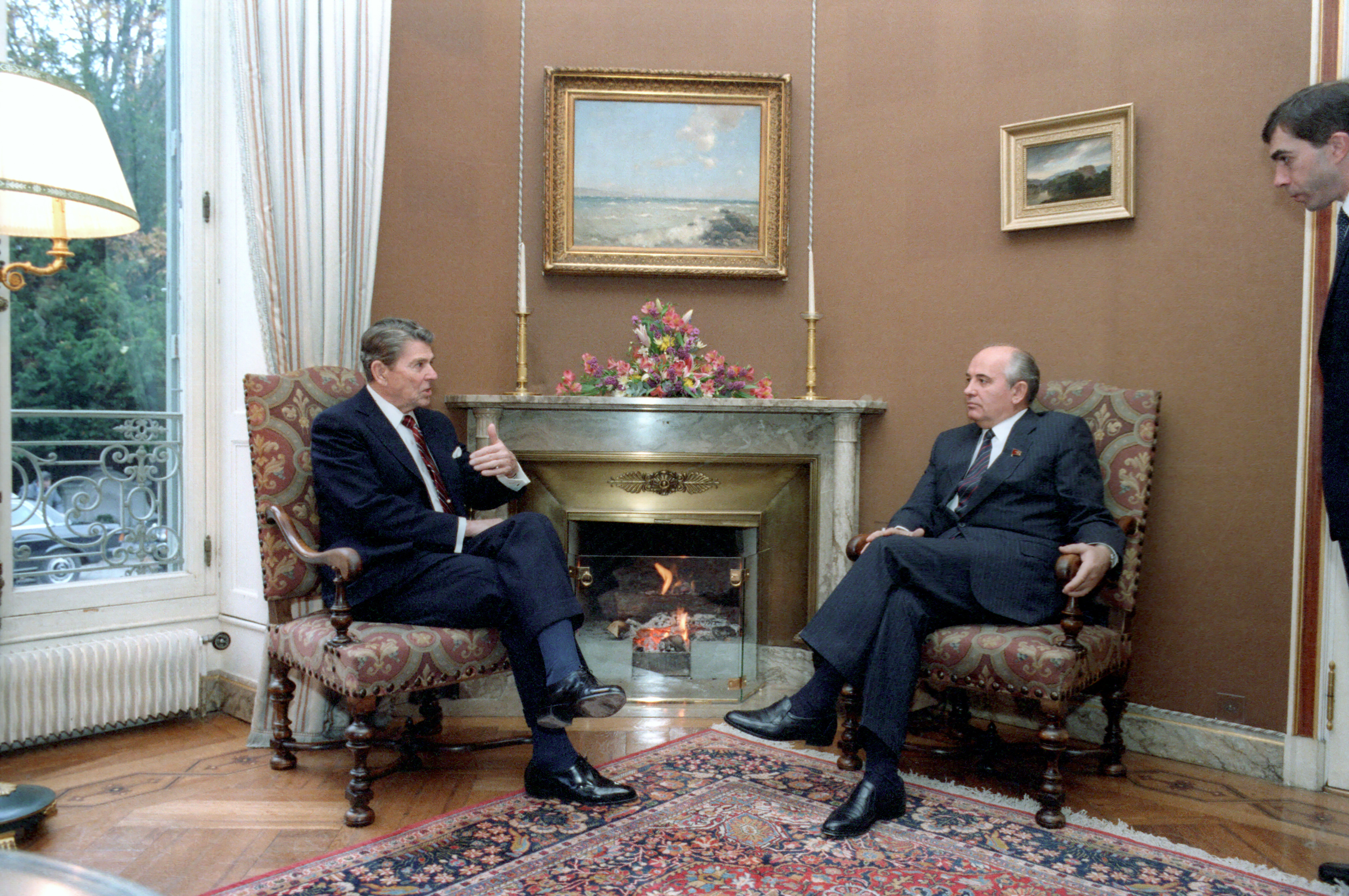
ریگان و گورباچف در اولین ملاقات خصوصی خود که ۴۵ دقیقه از زمان برنامه‌ریزی شده فراتر رفت

گورباچف در طول اولین ملاقات خصوصی خود، اطلاعاتی را که از آکادمی علوم شوروی دریافت کرده بود، به ریگان گفت، به‌ویژه مؤسسه مطالعات زمین، جایی که دانشمندان متقاعد شده بودند تا سال ۱۹۸۸ یک زمین‌لرزه بزرگ در منطقه‌ای از کالیفرنیا و نوادا رخ دهد. این پیش‌بینی بر اساس تحلیل کامپیوتری الگوهای لرزه‌خیزی در سراسر جهان بود. ریگان پاسخ داد که متوجه شده است که چنین زمین لرزه‌ای به تعویق افتاده است.
به گفته جورج شولتز، وزیر امور خارجه، اولین ملاقات خصوصی ریگان و گورباچف «بیش از نیم ساعت» از زمان برنامه‌ریزی شده خود فراتر رفت. پس از اصرار رئیس کارکنان کاخ سفید، دون ریگان، برای مداخله، دستیار شخصی ریگان، جیم کوهن، از شولتز پرسید که آیا او باید جلسه را قطع کند. شولتز پاسخ داد، «اگر اینطور فکر می‌کنی، پس نباید این شغل را داشته باشی.» علیرغم توبیخ او از کوهن، دلیل واقعی رد شدن ریگان و گورباچف از زمان برنامه‌ریزی شده خود احتمالاً بیشتر از آن چیزی بود که شولتز تصور می‌کرد. در حالی که جلسات عمومی آنها دارای ترجمه همزمان بود، جلسات خصوصی دو رهبر همگی دارای ترجمه متوالی بودند، شیوه‌ای از تفسیر که به دلیل ماهیت خود، تمایل دارد زمان صرف شده برای برقراری ارتباط را دوبرابر کند، و تخصیص زمان اولیه ۱۵ دقیقه جلسه را غیرواقعی نشان دهد.
دومین جلسه خصوصی

ریگان و گورباچف در خانه استخر Fleur d'Eau، جایی که ریگان به‌طور قابل توجهی موضوع تهاجم تصوری بیگانگان را به عنوان برانگیختن حس مشترکی از با هم بودن بین دو کشورشان مطرح کرد.

دومین ملاقات خصوصی ریگان و گورباچف در استخر خانه فلوردوو برگزار شد، جایی که یک شومینه زمینه را برای ریگان و گورباچف نشسته فراهم کرد و باعث شد برخی اجلاس ژنو را «اجلاس کنار آتش» بنامند.
ریگان در صحبت با گروهی از دانش‌آموزان دبیرستان مریلند، اندکی پس از اجلاس دربارهٔ دومین ملاقات خصوصی خود با گورباچف، فاش کرد که دربارهٔ موضوع تهاجم بیگانگان صحبت کرده است و گفت: «نمی‌توانم به او بگویم، فقط فکر کن اگر ناگهان تهدیدی برای این جهان از سوی گونه‌های دیگر در سیاره‌ای دیگر وجود داشته باشد، فکر کن چقدر ممکن است کار او و من آسان باشد.» ریگان توضیح داد که سخنان او به گورباچف به منظور تقویت حس با هم بودن بود، زیرا «ما تمام اختلافات محلی کوچکی را که بین دو کشورمان داریم فراموش می‌کنیم و یک بار برای همیشه متوجه می‌شویم که واقعاً همه ما در اینجا روی این زمین با هم انسان هستیم» و افزود: «فکر نمی‌کنم بتوانیم منتظر باشیم تا نژاد بیگانه بیاید، اما می‌توانم متوجه شویم که بین ما، تهدید می‌شود.» در مصاحبه‌ای در سال ۲۰۰۹، گورباچف تأیید کرد که ریگان در دومین ملاقات خصوصی خود از او پرسیده بود که آیا اتحاد جماهیر شوروی در صورت تهاجم بیگانگان از فضا به ایالات متحده کمک خواهد کرد. گورباچف گفت بله، و ریگان گفت: «ما هم همین کار را می‌کنیم».
ریگان همچنین در دومین نشست خصوصی خود دو صفحه از ۹ قرارداد جداگانه کنترل تسلیحات را به گورباچف ارائه کرد که گورباچف آنها را به عنوان یک توافق بسته، پیشنهادی «آن را بگیر یا بگذار». گورباچف نشان داد که اقلام روی صورت آنها قابل قبول نیست. در حالی که پیاده‌روی به سمت استخر خانه صرف صحبت دربارهٔ فیلم‌های ریگان می‌شد، پیاده‌روی از استخر خانه باعث شد که ریگان و گورباچف توافق کردند که در اجلاس‌های بعدی همدیگر را ادامه دهند.

## روز دوم
ابتکار دفاع استراتژیک

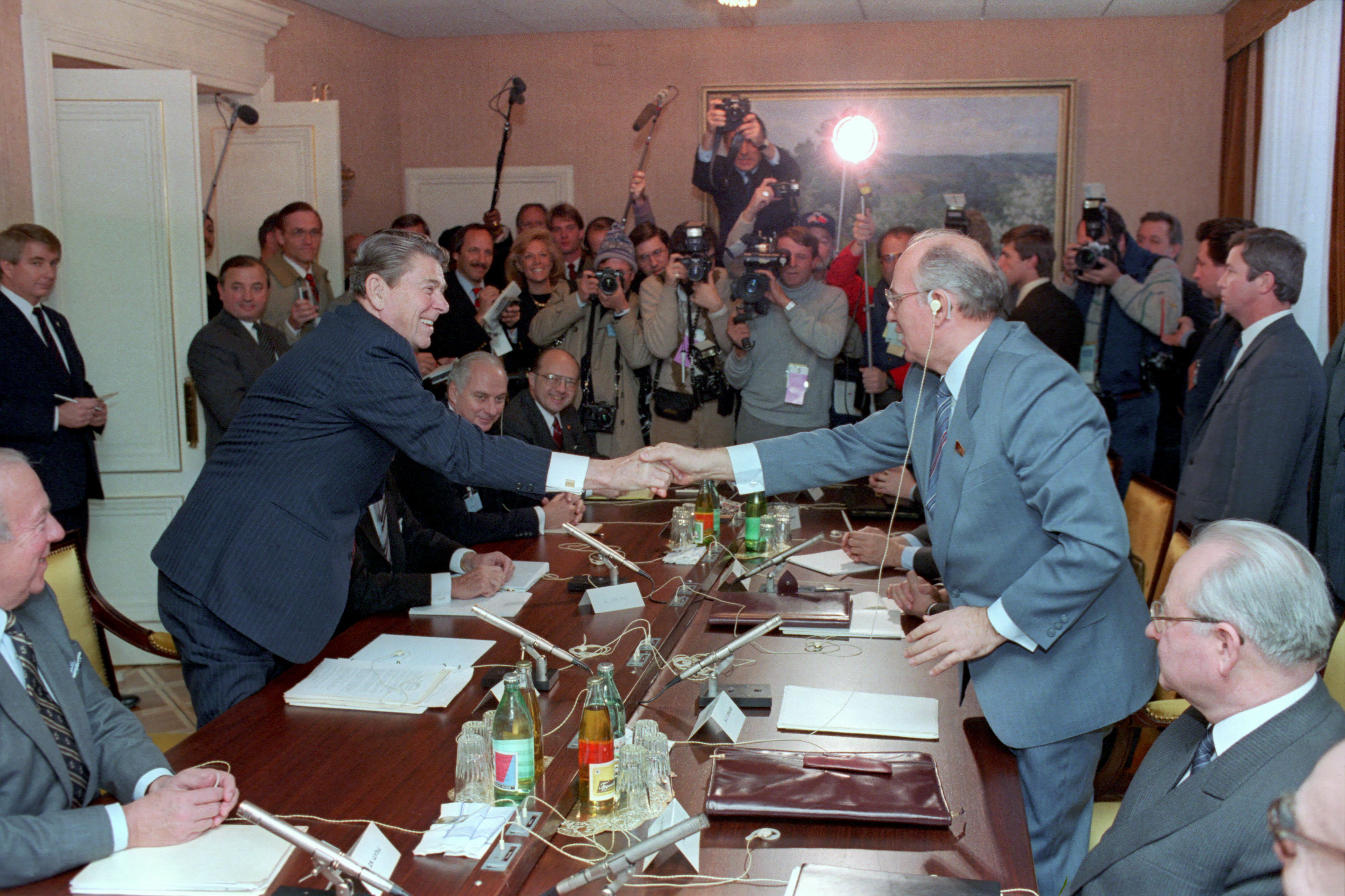
ریگان و گورباچف در یک جلسه عمومی در هیئت شوروی در ۲۰ نوامبر ۱۹۸۵

در ۲۰ نوامبر ۱۹۸۵، ریگان و گورباچف دومین روز ملاقات خود را، این بار در مأموریت شوروی ژنو، آغاز کردند. تمرکز اصلی سومین جلسه عمومی که در آنجا برگزار شد، ابتکار دفاع استراتژیک بود، گورباچف اصرار داشت که SDI نشان دهنده مرحله جدیدی از انباشت تسلیحات در فضا است و ریگان اصرار داشت که SDI صرفاً «سپر» در برابر ICBMها است. ریگان پاسخ داد که در جایی که گورباچف تهدیدی را دید، «ما یک فرصت دیدیم» و هر دو طرف ابتدا باید به دنبال کاهش تسلیحات تهاجمی تا ۵۰ درصد باشند، زیرا ایالات متحده در نهایت «فرصت توسعه دفاع را به دلیل ترس از داشتن پتانسیل تهاجمی از دست نخواهد داد».
حقوق بشر
گفته می‌شود که اعضای دولت ریگان به‌طور خصوصی نسبت به آنچه که تمرکز ناکافی بر مسائل حقوق بشر در این اجلاس می‌دانستند ابراز تاسف کردند. ریگان در مصاحبه‌های قبل از اجلاس تأکید کرد که با این موضوع به‌طور خصوصی با گورباچف برخورد خواهد کرد، به این دلیل که بهترین راه برای مقابله با آن را از طریق «دیپلماسی آرام» انتخاب کرده است.

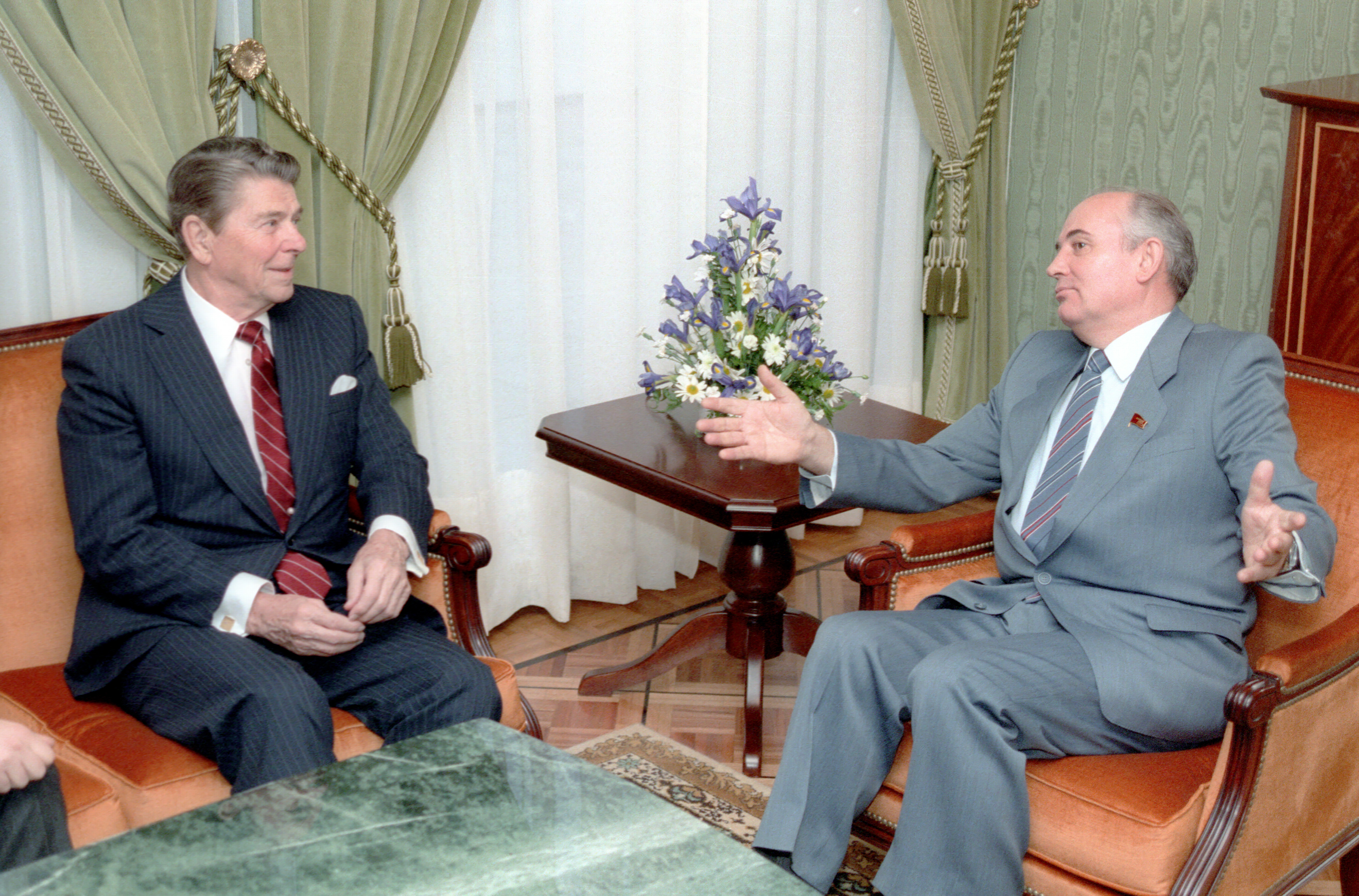
ریگان و گورباچف در طی سومین ملاقات خصوصی خود، که در هیئت شوروی در ۲۰ نوامبر ۱۹۸۵ برگزار شد.

بخش اعظم سومین دیدار خصوصی ریگان و گورباچف در هیئت شوروی صرف موضوع حقوق بشر شد، با تمرکز ریگان بر «میل یهودیان شوروی برای مهاجرت به اسرائیل»، به دلیل «جامعه بزرگ یهودی در ایالات متحده، که بر کنگره تأثیر داشت». ریگان تأکید کرد که «ما از آنچه [در زمینه مهاجرت] انجام شد قدردانی خواهیم کرد» و تأکید کرد که «هیچ اشاره‌ای وجود نخواهد داشت که این کار در نتیجه تلاش‌های ایالات متحده انجام شده است». ریگان اظهار داشت که رسیدگی به مهاجرت به این شیوه «برای رئیس‌جمهور انجام کارهایی را که دو کشور می‌توانند با هم انجام دهند، مانند در زمینه تجارت، که رئیس‌جمهور به حمایت کنگره نیاز دارد، آسان‌تر می‌کند.» گورباچف با بیان اینکه معتقد است موضوع حقوق بشر «نه تنها توسط نمایندگان سازمان‌های مختلف سیاسی ضد شوروی، بلکه از سوی مقامات دولت ایالات متحده از جمله رئیس‌جمهور برای اهداف سیاسی برای اهداف سیاسی استفاده می‌شود.» گورباچف اظهار داشت که «سرنوشت یهودیان برای دولت شوروی نگران‌کننده بود» و افزود: «پس از آنچه که فاشیست‌های اتحاد جماهیر شوروی می‌توانستند هر کاری را که می‌توانست به آنها انجام دهند، می‌توانستند انجام دهند. توجه کرد و از این کار پشیمان نبود.»
گورباچف آنچه را که به‌عنوان نمونه‌هایی از تبعیض شخصی در ایالات متحده اتفاق می‌افتد ذکر کرد، که ریگان گفت: «افراد، شاید کارفرمایان در کارخانه‌ها، با تعصبات شخصی در مورد استخدام زنان، سیاه‌پوستان و غیره وجود داشتند»، اما طبق قانون، «هیچ تبعیضی نمی‌تواند وجود داشته باشد».
مصاحبه دون ریگان در واشنگتن پست
دون ریگان، رئیس کارکنان کاخ سفید، برای تأکید بر اشاره گورباچف به تبعیض در ایالات متحده، وقتی مصاحبه ای که در آستانه اجلاس با واشنگتن پست انجام داد، در دومین روز اجلاس سران، رسانه ها و سیاستمداران آمریکایی مانند پاتریشیا شروئر را محکوم کردند، جنجال برانگیخت.  ریگان گفته بود که پوشش خبری تعاملات بانوی اول آمریکا و شوروی در طول این اجلاس جذابیت خاصی برای زنان دارد زیرا زنان پیچیدگی‌های سیاسی، دیپلماتیک و نظامی اجلاس را درک نمی‌کنند، و گفت: «آنها نمی‌توانند وزنه‌های پرتاب‌شده یا آنچه در افغانستان اتفاق می‌افتد یا آنچه در حقوق بشر اتفاق می‌افتد را بفهمند.  یک نظرسنجی انجام داد - ترجیح می‌دهم مطالب مورد علاقه انسان را از آنچه اتفاق افتاده است بخوانم.
از ریگان و گورباچف خواسته شد تا در مورد اظهارات ریگان هنگام ورود به ماموریت شوروی در روز دوم اجلاس اظهار نظر کنند.  ریگان در مورد ریگان گفت: "فکر نمی‌کنم منظور او اصلاً اینطور باشد. فکر می‌کنم او می‌خواست بگوید آنها به چیزهای دیگری نیز علاقه دارند، در کل دیدگاه بشری"، در حالی که گورباچف پاسخ داد که "هم مردان و هم زنان در ایالات متحده و اتحاد جماهیر شوروی و در سراسر جهان علاقه مندند صلح برای خود داشته باشند و مطمئن باشند که این صلح پایدار و ماندگار خواهد شد...
اختلاف بر سر بیانیه پایانی

ریگان و گورباچف به همراه مشاوران اصلی خود در خانه دو سوسور در شامگاه ۲۰ نوامبر ۱۹۸۵

در رابطه با برنامه‌ریزی برای مراسم پایانی اجلاس، هم ریگان و هم شولتز بر گورباچف فشار آوردند تا علاوه بر مراسم امضای امضا، بیانیه شفاهی بیشتری را در مقابل دوربین‌های مطبوعاتی و تلویزیونی از سوی دو رهبر اجرا کنند، با این استدلال که «اگر این رهبران صرفاً حضور داشتند و کار امضای اسناد را انجام می‌دادند، این چیزی نبود که واقعاً صحبت کنند». گورباچف ترجیح داده بود که صرفاً یک بیانیه کتبی مشترک منتشر کند، از این نظر که «نماینده اهمیت چنین سندی است» و دعوت از خود رهبران برای اظهارات شفاهی اشتباهی است از این نظر که «حتی ممکن است یک عبارت ناگوار وجود داشته باشد که وزن و اهمیت سند را کاهش دهد.»
بر اساس یادداشت مکالمات آنها، ریگان «التماس مخالفت کرد»، گفت: «یک بیانیه کامل [شفاهی] سندی صادقانه، صریح و آشکار در مورد آنچه به دست آمده و نشده است و در مورد این واقعیت است که این دیدارها بین آنها ادامه خواهد داشت»، اظهار داشت که چون او و دبیرکل «در یک مراسم آنجا بودند»، آنها «نباید در مورد هیچ سند خاصی اظهار نظر کنند». ریگان افزود: در نتیجه این اجلاس امید در جهان افزایش یافته است و مردم نباید در این زمینه ناامید شوند. گورباچف تسلیم شد و با بیانیه شفاهی کوتاهی به مدت یک تا سه دقیقه موافقت کرد و ریگان پذیرفت که همیشه ایده او این بوده که وارد جزئیات نشود.
تلاش ریگان برای بیان یک بیانیه شفاهی به جای کتبی به دلیل کمبود توافقات قوی در اجلاس بود که ریگان فکر می‌کرد ممکن است تماشای عمومی را از دور دلسرد کند و برای جلوگیری از این امر، یک بیانیه شفاهی برای اطمینان بخشی لازم است. یادداشت مکالمات گورباچف را نشان می‌دهد که در مخالفت با واقعیت سردتر یک بیانیه مکتوب، با عدم صمیمیت ظاهری اظهارات کلامی گرم و صمیمی مشکل دارد، و می‌گوید که در نهایت «نیازی به عینک رز رنگ نیست»
 گورباچف خاطرنشان کرد که یک چیز دیگر او را آزار می‌دهد و آن این است که با تهیه یک سند، طرفین به خود باور ندارند؛ اظهار نظر در مورد آن، حتی به‌طور خلاصه و کلی، تنها به تقویت و تأیید مجدد محتوای آن سند کمک خواهد کرد. آنها همه مشکلات مربوط به این بیانیه را حل نکرده‌اند. او [ریگان] گفت که لحن و نیاز اینجا این است که این جلسه را ترک نکنیم و مردم را ناامید کنیم که هیچ پیشرفتی نداشته است و در نتیجه امیدهای بسیاری از مردم بر باد رفته است.
یادداشت گفتگوها، 29 آبان 1364(۲۰ نوامبر ۱۹۸۵)

## روز سوم
نتیجه گیری و توافقات

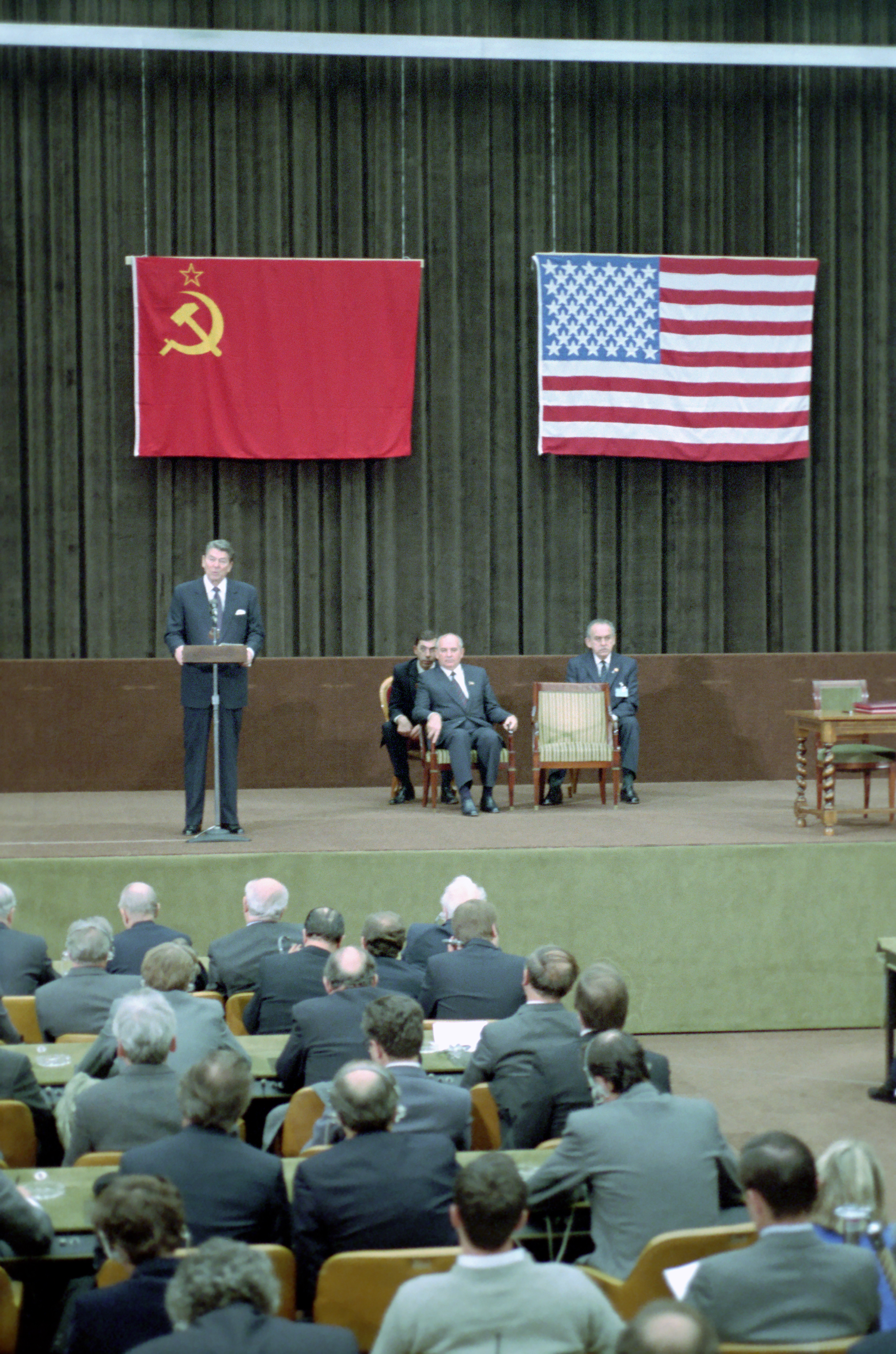
کنفرانس مطبوعاتی مشترک پایانی اجلاس ژنو در CICG در 21 نوامبر 1985

در 21 نوامبر 1985، در مرکز کنفرانس بین‌المللی ژنو (CICG)، ریگان و گورباچف یک کنفرانس مطبوعاتی مشترک برگزار کردند و چندین توافق را اعلام کردند، از جمله اجرای توافقنامه ایمنی هوایی اقیانوس آرام شمالی که با هدف جلوگیری از تکرار سرنگونی هواپیمای خطوط هوایی کره توسط شوروی در سپتامبر 198، پس از مراسم افتتاحیه موافقت‌نامه کی‌یف در سپتامبر 198 با کنوانسیون‌ها در مورد گشایش موافقت‌نامه کیف.  و نیویورک در حال امضا، و همچنین توافقنامه هایی برای تجدید گفتگوهای منظم ایالات متحده و شوروی در نشست های آتی.  چهل و یک قرارداد تبادل فرهنگی نیز به امضا رسید، از جمله آغاز مجدد مبادلات گروه‌های نمایشی و هنری و نمایشگاه‌های بزرگ هنری که پس از تهاجم شوروی به افغانستان در دسامبر 1979 به حالت تعلیق درآمد.
در پایان اجلاس، ریگان یک جعبه چوب ماهون به سبک ویلیامزبورگ چیپندال استعماری و مجموعه میز با قلم‌های فواره‌ای با مضمون «صلح از طریق ارتباطات» به گورباچف داد که به افتخار دهمین سالگرد مأموریت فضایی آپولو-سایوز انتخاب شده است.  گورباچف مجموعه‌ای از مدال‌های برنز را در یک جعبه چرمی به نمایندگی از 15 جمهوری اتحاد جماهیر شوروی به ریگان داد.
ریگان پس از توقفی در بروکسل برای اطلاع رسانی به متحدان، به واشنگتن بازگشت تا در نشست مشترک کنگره سخنرانی کند.  گورباچف در سفر برگشت خود به مسکو در پراگ توقف کرد تا پیمان ورشو شوروی را گزارش کند.

## میراث
اگرچه این اجلاس فاقد توافق‌های بزرگ‌تری بود که در اجلاس‌های گذشته مانند نمک دیده می‌شد، اما این اجلاس به تنظیم مجدد روابط کمک کرد، روابطی که تا آن زمان به حد نادری رسیده بود و شش سال بود که هیچ نشستی برگزار نشده بود.  هم ریگان و هم گورباچف از ژنو دور شدند و احساس کردند که «چیزی را شروع کرده‌اند» و ریگان گفت که نشست‌های ژنو «اراده و تمایل هر دو طرف را برای یافتن پاسخ‌هایی بیان کرد که نه تنها برای همه مردم جهان، بلکه به نفع آن‌هایی که هنوز متولد نشده‌اند نیز مفید باشد».  گورباچف موافقت کرد و گفت: "اگر اکنون چند آجر اول را گذاشته ایم، شروع جدیدی انجام داده ایم، مرحله جدیدی آغاز شده است."
استفاده ریگان از میزانسن

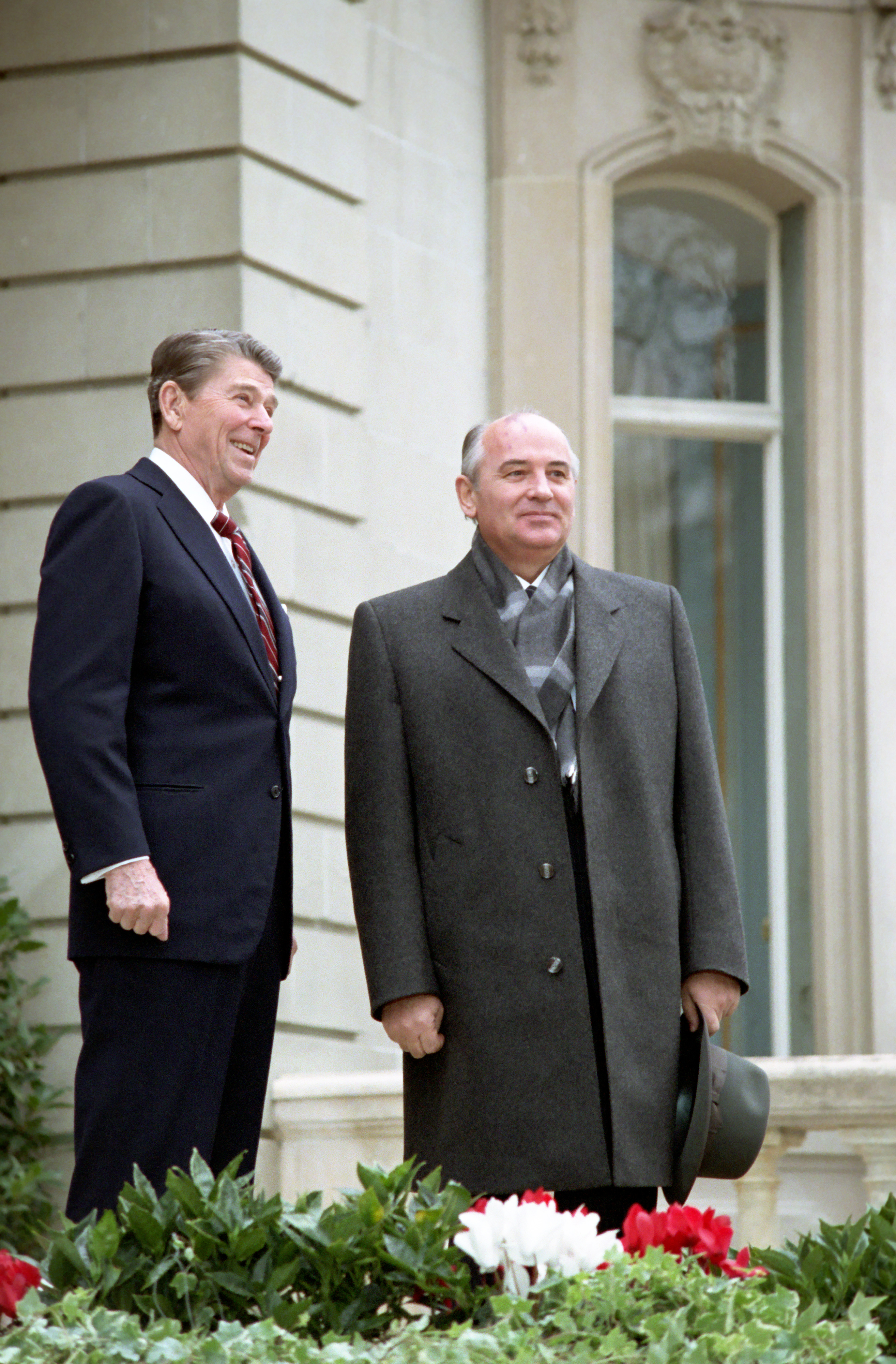
ریگان و گورباچف در Fleur d'Eau

به گفته جک متلاک، مواردی در طول اجلاس که به نظر می رسید بیش از همه در آگاهی عمومی ثبت شده است، مانند کت غایب ریگان و شومینه خروشان حوضخانه، نقشی را که روابط عمومی - به ویژه استفاده از تصاویر - در کمک به انتقال پیام های مورد علاقه رئیس جمهور ایفا می کرد، نشان داد، زیرا در کاخ سفید به سؤالات ریگان توجه بیشتری شد.  توضیح داد:
برای کسانی از ما که اجلاس ژنو را برنامه‌ریزی کرده‌ایم، همان‌قدر که در مورد خود مسائل فکر می‌کردیم، در مورد ارائه و ظاهر فکر می‌کردیم. ویلیام جی. هنکل، که سرپرست تیم پیشرو به ژنو بود و تجربه طولانی در ترتیب دادن حضور موثر در مبارزات انتخاباتی داشت، به تمام جزئیات تصاویر توجه کرد: جایی که استخر مطبوعات قرار می‌گرفت تا ریگان را در پس‌زمینه نشان دهد، تا چه اندازه در پس‌زمینه عکس‌ها دیده شود.  شریک مسلط در گفتگو... ایده هنکل این بود که در شومینه آتش بزند، زمانی که ریگان از گورباچف دعوت کرد تا در طول پیاده روی برنامه ریزی شده خود در اطراف ویلا بایستد.  مردشان را خوب جلوه دهند."
  جک متلاک، دستیار ویژه شورای امنیت ملی؛  سفیر آمریکا در چکسلواکی (1981-1983) و اتحاد جماهیر شوروی (1987-1991)
تلاش‌های کاخ سفید برای تأثیرگذاری بر روایت تصویری اجلاس همیشه به این راحتی توسط رسانه‌های جمع‌آوری‌شده پذیرفته نمی‌شد.  به گزارش LA Times، دومین ملاقات خصوصی ریگان و گورباچف در استخر خانه در ابتدا توسط لری اسپیکز، دبیر مطبوعاتی کاخ سفید، ماهیتی خودجوش توصیف شد و ریگان جلسه بعد از ظهر خود و گورباچف را 50 دقیقه زودتر با پیشنهاد گورباچف در پیاده‌روی به پایان رساند.  LA Times گفت: «در بعدازظهر سرد کت پوشیدند، آنها به سمت دریاچه حرکت کردند و فقط مترجمان به آنها ملحق شدند. پس از پنج دقیقه قدم زدن، دو رهبر وارد یک خانه استخری در کنار دریاچه شدند که در آن چوب‌ها در شومینه آتش می‌زدند. آنها به گفتگوهای خود برای 44 دقیقه دیگر ادامه دادند.»  اسپیکز به رسانه‌ها گفت که پیاده‌روی بداهه به سمت استخر خانه به این دلیل رخ داد که «فکر می‌کنم رئیس‌جمهور در نقطه‌ای از جلسه احساس کرد که زمان مطلوبی برای آن دو است تا به تنهایی به گفت‌وگوهای خود ادامه دهند» و اسپیکز پیدایش دومین جلسه خصوصی حاصل از آن در استخر خانه را به‌عنوان یک تحول کاملاً غیرمنتظره توصیف کرد.  اسپیکز به LA Times فاش نکرد که چگونه ملاقاتی بسیار غیرمنتظره توسط دو رهبر با قرار دادن دو صندلی و یک شومینه فعال اتفاق افتاد، و اسپیکز فقط به شوخی گفت که این سایت "احتمالاً یکی از آن خانه های استخری است که آتش 24 ساعته دارد".